# Pambuffetti PJ-01

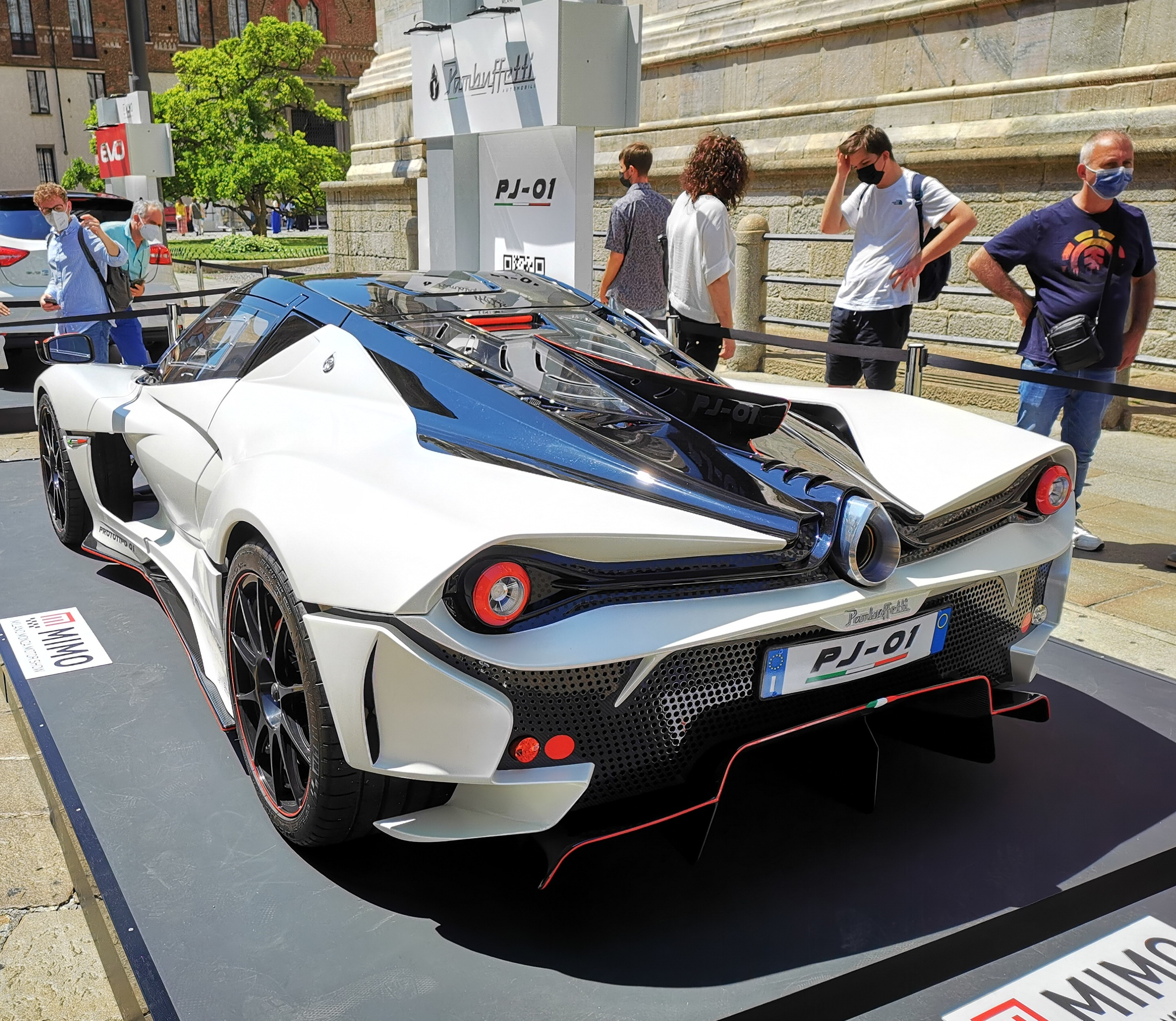
Heckansicht

Der Pambuffetti PJ-01 ist ein Sportwagen des 2018 von Juri Pambuffetti gegründeten italienischen Automobilherstellers Pambuffetti.

## Geschichte
Vorgestellt wurde das Fahrzeug mit Flügeltüren im Juni 2021 auf der erstmals stattfindenden Milano Monza Motor Show. Die Serienproduktion des auf 25 Exemplare limitierten Sportwagens soll 2022 in Trevi beginnen. Jährlich sollen sechs Fahrzeuge in Handarbeit entstehen. Der Basispreis beträgt vor Steuern 1,5 Millionen Euro. Eine Straßenzulassung soll der PJ-01 erhalten.

## Technik
Beim Abtrieb soll der Sportwagen hohe Werte erreichen, wodurch hohe Kurvengeschwindigkeiten und hohe Bremsverzögerungen möglich sein sollen. Das Leistungsgewicht des PJ-01 wird mit 1,3 Kilogramm je PS angegeben. Ein 588 kW (800 PS) starker 5,2-Liter-V10-Mittelmotor treibt den Wagen an. Er ist als Saugmotor ausgeführt und soll den Sportwagen in drei Sekunden auf 100 km/h beschleunigen. Die Höchstgeschwindigkeit wird vom Hersteller mit 320 km/h angegeben. Das Lenkrad ist in Anlehnung an die aus der Formel 1 gestaltet und lässt sich auch abnehmen. Auch die Sitzposition soll an die in Formel-1-Rennwagen angelehnt sein.

## Technische Daten
|                            | PJ-01                         |
| -------------------------- | ----------------------------- |
| Bauzeitraum                | seit 2021                     |
| Motorkenndaten             |                               |
| Motortyp                   | V10-Ottomotor                 |
| Hubraum                    | 5200 cm³                      |
| max. Leistung bei min−1    | 588 kW (800 PS)/8500          |
| max. Drehmoment bei min−1  | 800 Nm                        |
| Kraftübertragung           |                               |
| Antrieb, serienmäßig       | Hinterradantrieb              |
| Getriebe, serienmäßig      | sequentielles 6-Gang-Getriebe |
| Messwerte                  |                               |
| Höchstgeschwindigkeit      | 320 km/h                      |
| Beschleunigung, 0–100 km/h | 3,0 s                         |
| Leergewicht                | 1100 kg                       |